# Natalja Dončenková
Natalja Sergejevna Dončenková (rusky Наталья Сергеевна Донченко; 25. srpna 1932 Moskva, Ruská SFSR – 11. července 2022 Nižnij Novgorod) byla sovětská rychlobruslařka.
Na Mistrovství světa debutovala v roce 1952, kdy se umístila na osmém místě. V následujících letech však startovala pouze na národních závodech a sovětských šampionátech, kde byla jejím nejlepším výsledkem pátá příčka z roku 1960. Téhož roku závodila i na Mistrovství světa (4. místo) a Zimních olympijských hrách, kde získala stříbrnou medaili v závodě na 500 m. Sportovní kariéru ukončila v roce 1963, v roce 2008 se zúčastnila veteránských závodů.
Zemřela 11. července 2022 ve věku 89 let v Nižním Novgorodě.